# Pellenattus peninsularis
Espèce
Synonymes
- Pellenes peninsularis Emerton, 1925
- Pellenes wrighti Lowrie & Gertsch, 1955

Pellenattus peninsularis est une espèce d'araignées aranéomorphes de la famille des Salticidae.

## Distribution
Cette espèce se rencontre au Canada et aux États-Unis.

## Description

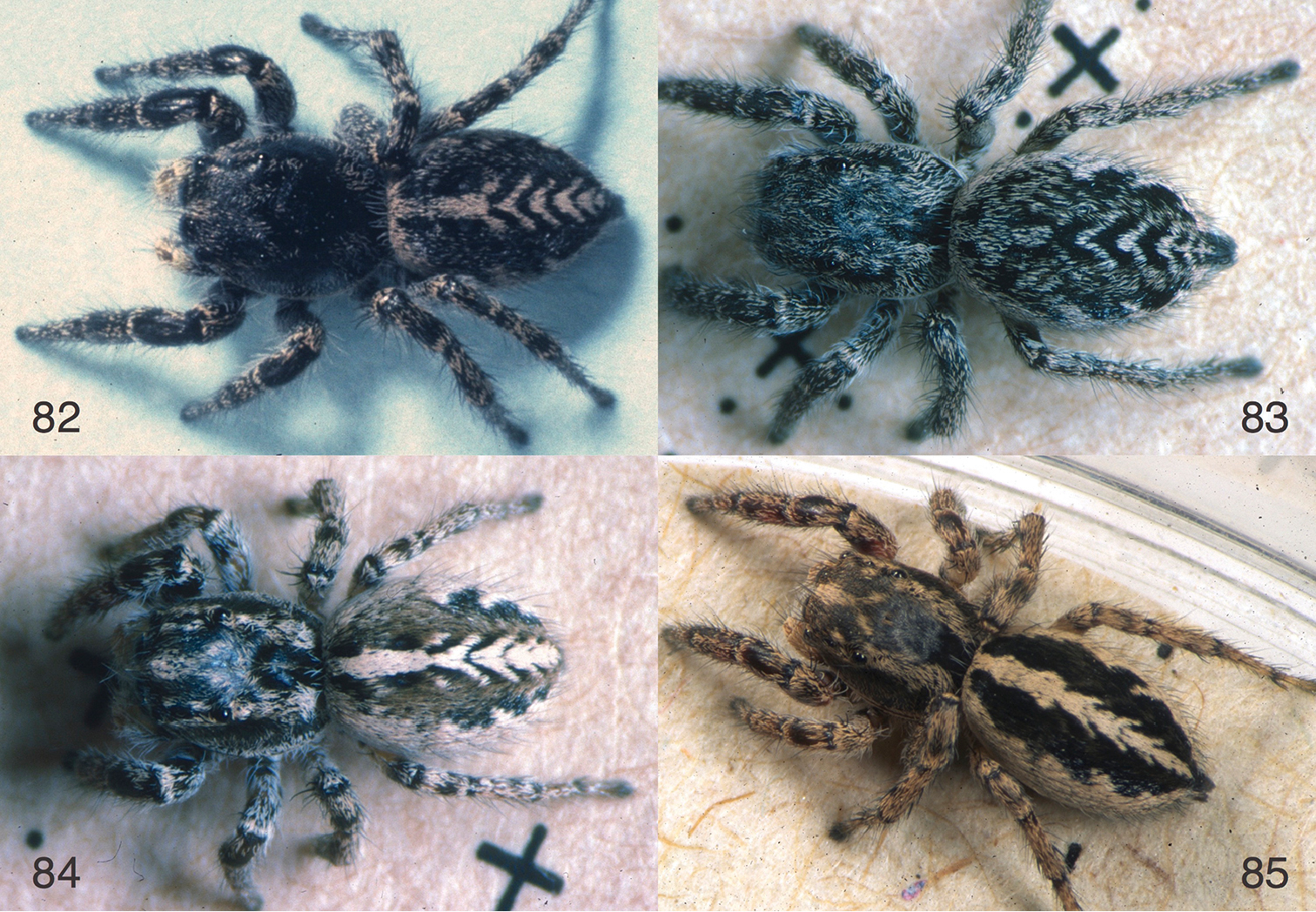
Pellenattus peninsularis

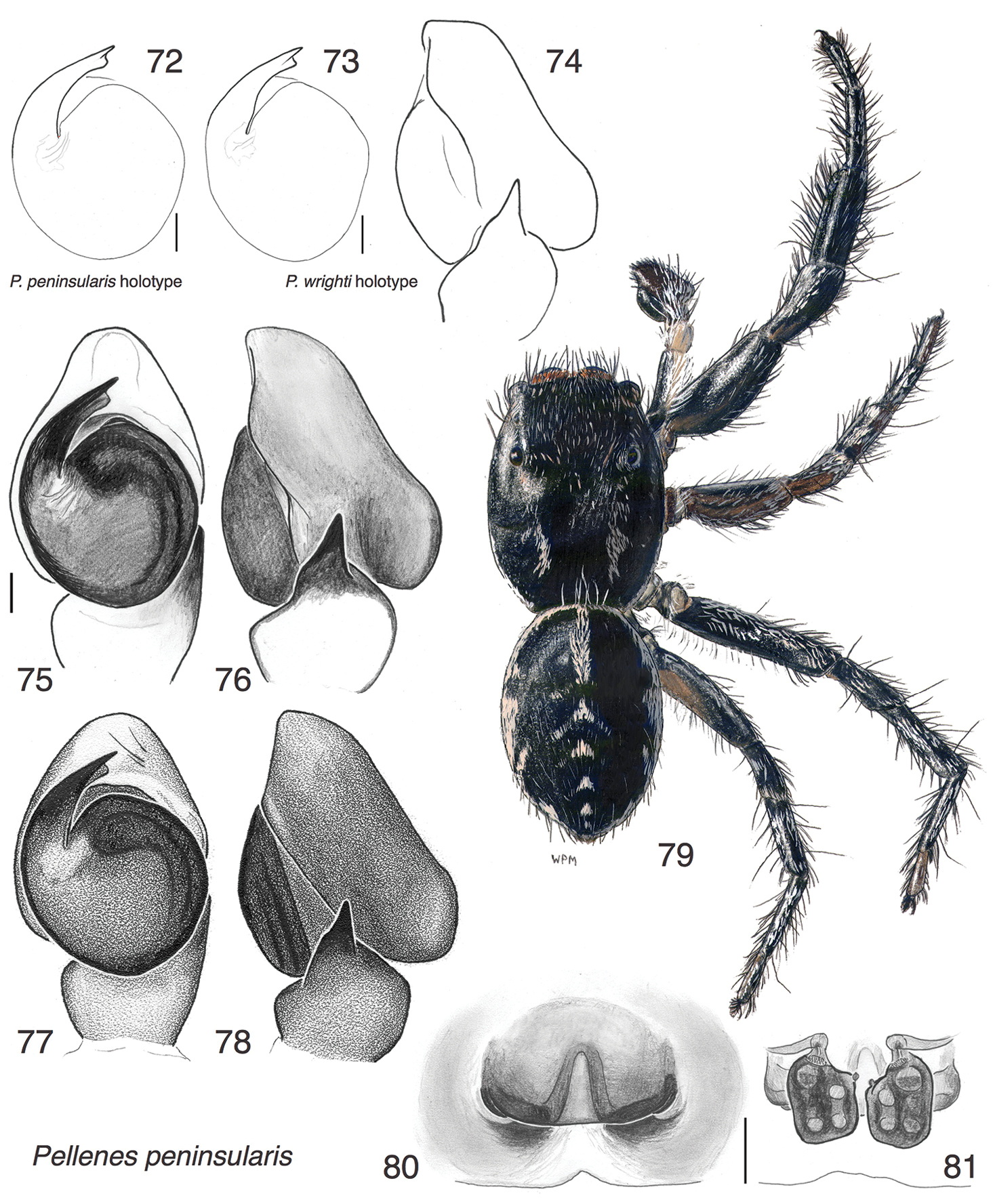
Pellenattus peninsularis

Le mâle holotype mesure 6 mm.

## Systématique et taxinomie
Cette espèce a été décrite sous le protonyme Pellenes peninsularis par Emerton en 1925. Elle est placée dans le genre Pellenattus par Azevedo, Hedin et Maddison en 2024.
Pellenes wrighti a été placée en synonymie par Maddison en 2017.

## Publication originale
- Emerton, 1925 : « New spiders from Canada and the adjoining states, No. 4. » The Canadian Entomologist, vol. 57, no 3, p. 65-69.